# 14282 Cruijff
14282 Cruijff è un asteroide della fascia principale. Scoperto nel 1960, presenta un'orbita caratterizzata da un semiasse maggiore pari a 3,0394714 UA e da un'eccentricità di 0,0494439, inclinata di 7,69208° rispetto all'eclittica.
L'asteroide è dedicato all'ex calciatore e allenatore olandese Johan Cruijff.